# Randers FC
Randers FC är en dansk fotbollsklubb i staden Randers i Danmark. Klubben tillhör den danska högstadivisionen Superligaen.
Säsongen 2005/2006 låg klubben ganska säkert på första plats i den näst högsta divisionen, men på slutet kom Vejle Boldklub ikapp och knep seriesegern. Båda lagen gick dock vidare till Superligaen inför säsongen 2006/2007. De vann dock den danska cupen efter att ha besegrat Esbjerg fB i finalen, och fick därför en plats i UEFA-cupen 2006/2007.

## Historia
Klubben bildades den 1 januari 2003 efter en sammanslagning av Dronningborg BK (grundad 1928), Hornbaeck SF (grundad 1945), Knistrup BK (grundad 1908), Randers Freja (grundad 1898), Randers KFUM (grundad 1920) och Vorup FB (grundad 1905), och fortsatte som Randers Frejas division 1-lag.
I mitten av 2005 värvade klubben den danske förre landslagsmittfältaren Stig Tøfting, som kom gratis, efter att Aarhus GF, hans barndomsklubb, vägrat låta honom spela i laget, inte ens gratis, på grund av hans våldsamma bakgrund.

## Spelartrupp
| 1  | Sverige | Patrik Carlgren      | 8 januari 1992 | Konyaspor (-18)       |
| 22 | Danmark | Alexander Nybo       | 12 april 1995  | FC Fredericia (-22)   |
| 25 | Danmark | Aleksandar Stankovic | 25 maj 1995    | Middelfart G&BK (-22) |

| 2  | Danmark  | Simon Graves    | 22 mars 1999     | Randers FC           |
| 3  | Danmark  | Daniel Høegh    | 6 januari 1991   | FC Midtjylland (-22) |
| 5  | Sverige  | Hugo Andersson  | 1 januari 1999   | Malmö FF (-22)       |
| 7  | Danmark  | Mikkel Kallesøe | 20 april 1997    | Randers FC           |
| 8  | Sverige  | Adam Andersson  | 11 november 1996 | Rosenborg BK (-22)   |
| 15 | Tyskland | Björn Kopplin   | 7 januari 1989   | Brøndby IF (-19)     |

| 6  | Norge    | Lasse Berg Johnsen    | 18 augusti 1999   | Raufoss IL (-21)     |
| 9  | Danmark  | Jakob Ankersen        | 22 september 1990 | Esbjerg fB (-21)     |
| 10 | Nigeria  | Tosin Kehinde         | 18 juni 1998      | Feirense (-19)       |
| 11 | Armenien | Edgar Babayan         | 28 oktober 1995   | Vejle BK (-22)       |
| 12 | Danmark  | Mikkel Pedersen       | 7 januari 1996    | Hobro IK (-22)       |
| 14 | Danmark  | Frederik Lauenborg    | 18 maj 1997       | Randers FC           |
| 16 | Danmark  | Mads Enggård          | 20 januari 2004   | Randers FC           |
| 18 | Danmark  | Tobias Klysner        | 3 juli 2001       | Randers FC           |
| 39 | Danmark  | Oliver Bjerrum Jensen | 30 april 2002     | FC Midtjylland (-18) |
| 40 | Danmark  | Filip Bundgaard       | 3 juli 2004       | Randers FC           |

| 44 | Danmark      | Nicolai Brock-Madsen | 9 januari 1993  | AC Horsens (-21)     |
| 45 | Österrike    | Marvin Egho          | 9 maj 1994      | Spartak Trnava (-18) |
| 90 | Nigeria      | Stephen Odey         | 15 januari 1998 | Genk (-21)           |
| 99 | Sierra Leone | Alhaji Kamara        | 16 april 1994   | Vendsyssel FF (-19)  |

Not: Spelare i kursiv stil är inlånade.

## Svenska spelare
- Imad Khalili (2006)
- Tobias Grahn (2009)
- Bobbie Friberg da Cruz (2009)
- Erton Fejzullahu (2011)
- Viktor Lundberg (2013-2017)
- Karl-Johan Johnsson (2014-2016)
- Mikael Ishak (2014-2016)
- Joel Allansson (2015-2018)
- Marko Mitrovic (2016)
- Sam Lundholm (2017)
- Mikael Boman (2018-2019)
- Patrik Carlgren (2018-)

## Andra kända spelare
- Stig Tøfting (2006-2007)